# 121211 Nikeshadavis
121211 Nikeshadavis è un asteroide della fascia principale. Scoperto nel 1999, presenta un'orbita caratterizzata da un semiasse maggiore pari a 2,5499817 UA e da un'eccentricità di 0,2344678, inclinata di 4,58346° rispetto all'eclittica.